# Історії з порожнечі
Історії з порожнечі (англ. Tales From The Void) - канадський телесеріал-антологія жахів, створений Франческо Лоскіаво та виконавчим продюсером Аароном Б. Кунцем. Серіал містить унікальні, закручені історії, засновані на найбільш вірусних і моторошних історіях спільноти r/nosleep, а його прем'єра відбулася на Screambox 13 жовтня 2024 року. 
Режисерами епізодів виступили ветерани жанру жахів, зокрема Джо Лінч, Тобі Позер і Джон Адамс, Марітте Лі Го та сам Лоскіаво, шоураннерами серіалу були Лоскіаво і Джон Томас Келлі.

## Епізоди
| No. | Назва              | Режисер                 | Сценарист                                                             | Дата виходу     |
| --- | ------------------ | ----------------------- | --------------------------------------------------------------------- | --------------- |
| 1   | У невідомість      | Джо Лінч                | Сценарист: Франческо Лоскіаво За мотивами оповідання Метью Димерскі   | 13 жовтня, 2024 |
| 2   | Фіксована частота  | Франческо Лоскіаво      | Сценарист: Джон Томас Келлі За мотивами оповідання Манен Лисет        | 13 жовтня, 2024 |
| 3   | Зоряне світло      | Франческо Лоскіаво      | Сценарист: Джон Томас Келлі За мотивами оповідання Жоао Рібейро       | 20 жовтня 2024  |
| 4   | Керрі              | Марітте Лі Ґо           | Сценарист: Тріша Лі За мотивами оповідання Грейсона Грума             | 20 жовтня, 2024 |
| 5   | Пластикова усмішка | Джон Адамс і Тобі Позер | Сценарист: Франческо Лоскіаво За мотивами оповідання Ребекка Клінгель | 27 жовтня, 2024 |
| 6   | Свист у лісі       | Франческо Лоскіаво      | Сценарист: Джон Томас Келлі За мотивами оповідання Тревіса Брауна     | 27 жовтня, 2024 |

## Виробництво

### Розвиток
29 липня 2020 року було оголошено, що серіал запрошено на віртуальний IFP Week 2020 як частину програми Narrative Series, щоб допомогти подальшому розвитку та фінансуванню проєкту. Пізніше, у листопаді 2020 року, серіал отримав фінансування на виробництво короткометражних епізодів від Незалежного продюсерського фонду. У квітні 2024 року було отримано додаткове фінансування від Фонду спадщини Північного Онтаріо, що дозволило перенести постановку до міста Сент-Марі.

### Зйомки
Основні зйомки відбувались протягом 2023 і 2024 років у містах Сент-Мері та Вайтчерч-Стофвілл, Онтаріо.

## Реліз
Епізоди серіалу були показані на багатьох фестивалях по всьому світу, серед яких Panic Fest, Fantasia International Film Festival, GrimmFest, Бруклінський фестиваль фільмів жахів, FilmQuest, SXSW Sydney та Vancouver Horror Show.
Епізоди виходили в США на Screambox з 13 жовтня 2024 року, по дві серії щотижня до 27 жовтня 2024 року. У Канаді прем'єра епізодів відбулася наступного дня після прем'єри в США, починаючи з 14 жовтня 2024 року на телеканалі Super Channel / Fuse, а повний марафон серіалів відбувся в ніч на Геловін 2024 року.